# Marcelo Pertier
Marcelo Pertier Lacalle (Santiago,13 de enero de 1979) es un actor, director y profesor de teatro chileno,También conocido como "Max Pertier" estudió en La Mancha, Escuela Internacional del Gesto y la Imagen, la que imparte el método del maestro francés, Jacques Lecoq, ha trabajado en teatro, cine y televisión. Es sobrino del actor Hugo Pertier.
También se dio a conocer como artista plástico, y este vuelco creativo fue destacado por el diario El Mercurio en el 2010 cuando presentó su exposición individual La Mirada que no Ve en el Museo Nacional Benjamín Vicuña Mackenna. 
Su primera aparición televisiva es en la serie de TVN, Bienvenida realidad en el 2005, producida por Roos Film y Sony Pictures Television Internacional, inmediatamente después es llamado por el mismo equipo a integrar el elenco de la primera serie médica de ficción en chile, Urgencias, donde interpreta a un inexperto doctor (Alberto Cohen), luego el 2006  es reclutado por María Eugenia Rencoret para formar parte del área dramática de TVN interpretando a un joven deportista, campeón nacional y con problemas de alcoholismo en Amor en tiempo record.
El 2007 se va a vivir a Europa y estrena su obra 12.000.001-k, con excelentes críticas. Dicta cursos en Chile y Argentina, hace clases en el Instituto Aiep de la Universidad Andrés Bello y Universidad Santo Tomas, en el 2009 vuelve aparecer en las pantallas de TVN ahora explotando su lado más cómico interpretando distintos personajes en el programa de humor Flop TV.

## Teatro
Como actor
- Los viajes de Gulliver, de Jonathan Swift.

- Matriz. Del cine al teatro, personaje: Neo.

- Alturas de Machu Picchu, dir. Rodrigo Malbrán.

- Titanic, La Comedia, personaje: Cal, junto a Cristian Ramos Aliaga y Francisco Ramírez.

- El Tony chico, personaje: Landa, de Luis Alberto Heiremans.

- A-Cabaret, espectáculo burlesco. Dirección de Rodrigo Malbrán.

- Zigoto, de Andrea Moro.

- Nomadas, de cia Hispano-Chilena La Llave Maestra.

Como director-autor
- Acalzonquitao, en Comedia del arte.

- Paren el mundo, que quiero bajarme, en Clown.

- 12.000.001- k,  (premio, Revista Wikén, El Marcurio).

- Block, (Fondart nacional 2010).

- Baraka, (2014). con Iñigo Urrutia y Cesar Sepulveda

- Hape, (2017).

## Televisión

### series
| Año  | Serie                 | Personaje        | Canal       |
| ---- | --------------------- | ---------------- | ----------- |
| 2005 | Bienvenida realidad   | Juan Manuel      | TVN         |
| 2005 | Urgencias             | Dr Alberto Cohen | MEGA        |
| 2006 | Amor en tiempo record | Diego González   | TVN         |
| 2009 | Flop TV               | ¿?               | TVN         |
| 2010 | Infieles              | Abelardo         | Chilevisión |

## Cine
| Año  | Película            | Personaje |
| ---- | ------------------- | --------- |
| 2008 | Tongoy              | ?¿        |
| 2011 | Aquí estoy, aquí no | Javier    |